# Petra Kuříková
Petra Kuříková (25 de noviembre de 1991) es una deportista checa que compite en triatlón y acuatlón. Ganó una medalla de plata en el Campeonato Europeo de Acuatlón de 2016, y una medalla de plata en el Campeonato Europeo de Triatlón de Velocidad de 2019.

## Palmarés internacional
| Campeonato Europeo | Campeonato Europeo    | Campeonato Europeo | Campeonato Europeo |
| Año                | Lugar                 | Medalla            | Prueba             |
| ------------------ | --------------------- | ------------------ | ------------------ |
| 2016               | Châteauroux (Francia) | Medalla de plata   | Individual         |

| Campeonato Europeo | Campeonato Europeo | Campeonato Europeo | Campeonato Europeo |
| Año                | Lugar              | Medalla            | Prueba             |
| ------------------ | ------------------ | ------------------ | ------------------ |
| 2019               | Kazán (Rusia)      | Medalla de plata   | Individual         |